# Ravioli (série télévisée)
Ravioli est une série télévisée allemande pour enfants en treize épisodes de 25 minutes créée par Franz Josef Gottlieb, coproduit avec UFA et Imagion AG et diffusée en 1984 sur ZDF.
En France, elle a été diffusée à partir du 22 avril 1989 sur FR3 et RTL9.

## Synopsis
Le premier jour, Jarl-Kulle Düwel remporte un voyage pour deux sur la mer Baltique. Il décide alors de partir en voyage avec sa femme mais sans leurs enfants, leur laissant assez d'argent pour la durée des vacances. Les enfants décident alors d'acheter des raviolis car c'est peu cher et toute la famille adore ce plat. Avec le reste de l'argent, les enfants s'achètent des cadeaux. Au bout de quelques jours  ils sont écœurés par les raviolis, et cherchent alors toutes les solutions pour pouvoir manger autre chose.

## Distribution
- Peter Fricke : Walter Düwel
- Karin Eickelbaum : Beate Düwel
- Bettina Grühn : Branka
- Daniela Ziemann : Heide
- Holger Handtke : Jarl-Kulle
- Gerrit Schmidt-Foß : Pepe
- Torsten Sense : Max-Leo
- Tilly Lauenstein : Oma Düwel
- Barbara Schöne : Madame Nettelbeck

## Épisodes
1. Titre français inconnu (Der Gewinn)
2. Titre français inconnu (Ein Zauberwort)
3. Titre français inconnu (Hochwasser)
4. Titre français inconnu (Süßsauer)
5. Titre français inconnu (Party im Eimer)
6. Titre français inconnu (Trinkgeld für Pepe)
7. Titre français inconnu (Auf und davon)
8. Titre français inconnu (Heimweh)
9. Titre français inconnu (Die zweite Oma)
10. Titre français inconnu (Solo für Pepe)
11. Titre français inconnu (Hühnchen für alle)
12. Titre français inconnu (Total verrückt)
13. Titre français inconnu (Die neue Welt)